# Chrissovalantis Anagnostou
Chrissovalantis „Valandi“ Anagnostou (griechisch Χρυσοβαλάντης „Βαλάντης“ Αναγνώστου, * 15. August 1975 in Düsseldorf) ist ein ehemaliger griechischer Fußballspieler. Er spielte zuletzt für den Krefelder Verein VfR Fischeln in der Landesliga.

## Karriere
Anagnostou begann das Fußballspielen beim Düsseldorfer SFD '75, den er für den bekannteren Verein Fortuna Düsseldorf verließ. Mit 19 Jahren kam er in die zweite Mannschaft des Bundesligisten Borussia Mönchengladbach und arbeitete sich bis in den ersten Kader vor. Hier absolvierte er zwölf Bundesligaspiele (kein Tor; Stand 17. Juli 2007) und wurde dann vom Regionalligisten Sportfreunde Siegen unter Vertrag genommen, für den er zweieinhalb Jahre spielte. Zur Saison 2002/2003 wechselte er für ein Jahr nach Wilhelmshaven. Dann kam er zum damaligen Zweitligaaufsteiger SSV Jahn Regensburg, für den er jedoch lediglich ein einziges Ligaspiel absolvierte. In den folgenden Jahren kam Anagnostou nicht mehr in den Profifußball zurück. Er spielte für den KFC Uerdingen 05 in der Regionalliga und Oberliga und für die SG Wattenscheid 09 ebenfalls in der Regionalliga. Nach einem Jahr Pause vom Fußball kam Anagnostou 2007 in der Landesliga beim VfR Fischeln unter. Dort spielte er bis zum Ende der Saison 2008/09 und arbeitete beim VfR in der Saison 2009/10 als Co-Trainer. Für die Saison 2010/11 wurde er wieder als Spieler reaktiviert, musste seine Karriere im Januar 2011 wegen Knieproblemen jedoch endgültig beenden.